# Joshua Shaw

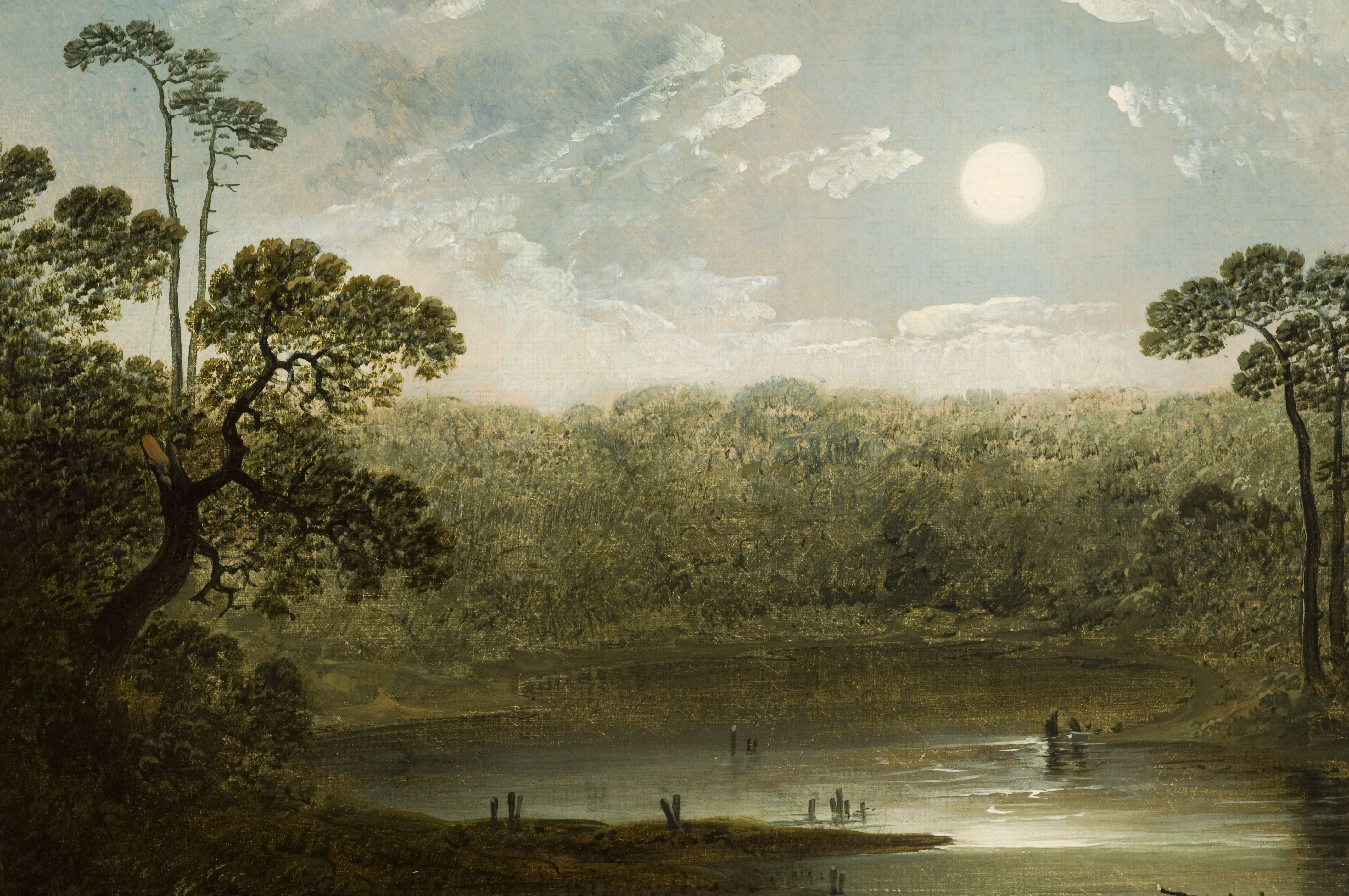
Um dos quadros de Joshua Shaw,
o "Witch Duck Creek" de 1835.

Joshua Shaw (1776, Ellesmere Port, Inglaterra — 1860 (84 anos), Nova Jersey, Estados Unidos), foi um famoso artista e inventor anglo-americano.

## Vida pregressa
Joshua Shaw nasceu em Billingborough, Lincolnshire, Inglaterra em 1776 e ficou órfão aos 7 anos de idade. Para sobreviver, ele trabalhou para um fazendeiro local como espantador de pássaros. Durante os três anos que passou fazendo este trabalho, ele descobriu seu talento artístico e começou a desenhar os animais que encontrou. Depois que sua mãe se casou novamente, Shaw trabalhou para o negócio de encanamento e vidraça de seu padrasto e, mais tarde, como carteiro.

## Carreira artística
Aos 16 anos, Shaw pintou sua primeira obra: "10 commandments in St Michael's Church". Seu mestre, com ciúmes das habilidades de Shaw, o mandou para Manchester para trabalhar como capataz. Shaw conseguiu encontrar compradores para seu trabalho e saiu da obscuridade, viajando para Londres, onde suas pinturas atraíram muitos clientes ricos.
Shaw emigrou para os Estados Unidos em 1817 e em 1819 se estabeleceu na Filadélfia, como artista. Em 1820, ele colaborou com John Hill, um gravador em água-tintacalcografia, em uma coleção de grandes impressões intitulada "Picturesque Views of American Scenery". Shaw forneceu as pinturas, que Hill reproduziu como impressões.
As pinturas de paisagens de Shaw tinham um estilo pitoresco, um resultado lógico de seu treinamento inglês. Suas paisagens normalmente incluíam "um primeiro plano escuro, árvores generalizadas ou colinas emoldurando a composição no primeiro plano e no plano intermediário, um riacho ou lago e colinas distantes. Todos esses elementos são uma influência direta das paisagens idealizadas do século XVII de Claude Lorraine dos romanos campo". Claude Lorraine, por sua vez, foi uma influência sobre os pintores paisagistas britânicos do século XVIII e início do século XIX.
Embora o colega artista William Dunlap tenha chamado Shaw de "um idiota inglês, convencido e ignorante", ele participou ativamente da vida cultural de sua cidade adotiva. Ele ajudou a promover a "Artists Fund Society of Philadelphia", estabelecida em 1834, e foi fundamental na fundação da "Artists' and Amateurs' Association of Philadelphia" em 1839. Ele também expôs ativamente na "Pennsylvania Academy of the Fine Arts".
Em 1843, Shaw aposentou-se em Bordentown, Nova Jersey, a nordeste da Filadélfia. Em sua aposentadoria, ele vendeu poucas pinturas e morreu na pobreza em 1860.

## Invenções
Joshua Shaw (conhecido como Joseph Shaw) afirmou ter inventado a espoleta de percussão de cobre em 1814, mas os especialistas não consideram mais essa afirmação válida. Ele foi um dos primeiros desenvolvedores de espoletas de percussão e uma arma datada de não ser anterior a 1817, foi feita por William Smith da Lisle Street em Londres para testar seu protótipo de espoleta de aço. Shaw, escrevendo no "Journal of the Franklin Institute" em 1829, afirma claramente que ele adotou o uso de fulminato de mercúrio, que foi um aprimoramento do cloreto corrosivo de potássio patenteado por Alexander John Forsyth.
Em 1816 Forsyth entrou com um pedido de liminar contra a patente de Joseph Manton para o "tubo de percussão" ou "percussão de frasco de perfume" e o processo foi julgado em favor de Forsyth em 1818. Ele também entrou com processos contra Joseph Vigars, William Beckwith e Jackson Mortimer em 1811; Isaac Riviere em 1819 e Collinson Hall em 1819. A patente de Forsyth expirou em 11 de abril de 1821. No entanto, não havia evidências de que esses processos influenciaram Shaw.
Shaw foi para a Filadélfia em 1817 e entrou com um pedido de patente em 19 de junho de 1822 e a entregou ao Escritório de Patentes em 1829 para obter uma patente revisada reemitida em 7 de maio de 1829. Sua patente foi anulada pelo "Circuit Court" do Distrito Sul de Nova York em outubro de 1829 e confirmado pela Suprema Corte dos EUA em janeiro de 1833. Em algum momento antes de 1823, o Army Ordnance Corps converteu um dos rifles de carregamento da culatra de John Hall para testar as espoletas de percussão de Shaw e com base nisso, apesar da decisão da Suprema Corte, solicitou ao Congresso uma indenização pelo uso de sua patente. Em 1846, o Congresso dos Estados Unidos autorizou um pagamento à Shaw no valor de $ 25.000. Ele recebeu $ 18.000 em 4 de maio de 1847 e o restante em 1858.
Durante a era da Regência, a espoleta de percussão, junto com as invenções de Forsyth e Manton, tornou-se popular entre os caçadores dos dois lados do Atlântico. Em 1827, espoletas de percussão de cobre eram fabricadas aos milhões na Inglaterra e na França e importadas para os Estados Unidos. Várias pessoas nos Estados Unidos, incluindo Joseph Cooper já em 1824, as fabricavam em quantidades menores em 1827. Na década de 1840 os exércitos britânico, francês e russo começaram a adotar essa forma de ignição. Os austríacos, por outro lado, preferiram a "tubo de percussão" derivado do projeto de Joseph Manton. O mosquete estriado Springfield Model 1842 foi a primeira arma de percussão produzida para o "U.S. Ordnance Department".
Shaw retornou à Inglaterra em 1833 com seu novo projeto para mecanismos de ação. Sua invenção foi adotada tanto pelos britânicos quanto pelos russos.
Na época em que Shaw morreu, em 1860, ele era bem conhecido e respeitado na América como membro do "Franklin Institute"; além de ser um artista e cientista, ele foi um escritor prolífico.